# Billy Raffoul
Billy Raffoul (* 7. Juni 1994 in Leamington, Ontario, Kanada) ist ein kanadischer Singer-Songwriter.

## Leben und Karriere
Billy Raffoul wurde 1994 in Leamington, Ontario, geboren. Sein Vater ist der Musiker Jody Raffoul. Sein jüngerer Bruder Peter Raffoul ist ebenfalls als Musiker tätig. Im Alter von zehn Jahren bekam Raffoul eine Gitarre geschenkt und begann, eigene Songs zu schreiben. Nach seinem High-School-Abschluss an der Cardinal Carter Secondary School fing er an, in Bars in Leamington, Windsor und der Gegend um Detroit aufzutreten. Im Dezember 2013 begleitete er seinen Vater zu einer Aufnahmesession von Kid Rock in den Rustbelt Studios in Royal Oak, wo er spontan mitsingen und eigene Songs vortragen durfte. Ein Video davon wurde an den ehemaligen Manager von Kid Rock gesendet, der ihn daraufhin in sein Management aufnahm. 2017 wurde er bei Interscope Records unter Vertrag genommen. Im selben Jahr nahmen Kygo und Avicii je einen Song mit ihm auf und Raffoul veröffentlichte seine ersten beiden Singles Driver und Difficult. Am 22. Juni 2018 erschien seine erste EP 1975. Seit seinem Karrierebeginn unterstützte er unter anderem Kaleo, Kings of Leon, Jeff Beck, American Authors, X Ambassadors, Parachute, Phoenix, Julia Michaels und JJ Wilde auf ihren Tourneen.
2019 erschien die The Running Wild EP. Ebenfalls 2019 kam Raffoul für fünf Konzerte auch nach Deutschland. Anstelle der geplanten Konzerte, die aufgrund der COVID-19-Pandemie abgesagt werden mussten, veranstaltete er 2020 die „The 2020 Social Distancing Tour“, indem er im März und April zehn Konzerte im Livestream auf Instagram spielte. Am 3. April 2020 wurde das Album A Few More Hours at YYZ veröffentlicht. Am 28. August 2020 folgte das Album International Hotel.
Am 8. April 2021 veröffentlichte Raffoul sein drittes Album Olympus, das nur auf seinem YouTube-Kanal verfügbar ist. Im Oktober 2021 kam er im Rahmen seiner Europa-Tournee erneut für fünf Konzerte nach Deutschland. Auch 2022 und 2023 spielte er Konzerte in Deutschland, unter anderem auf dem Reeperbahn Festival 2022 in Hamburg.
2023 war Raffoul Teil des Musikkollektivs Artists for Feel Out Loud. Dieses nahm für die Wohltätigkeitsorganisation Kids Help Phone den Song What I Wouldn’t Do (North Star Calling) auf, eine Cover von Serena Ryders What I Wouldn’t Do und Leela Gildays North Star Calling. Am 20. Oktober 2023 erschien Raffouls viertes Album For All These Years. Im November 2024 spielte er vier Konzerte in Deutschland.
Im März 2025 kündigte Raffoul sein fünftes Album an, das am 18. Juli erscheinen soll.

## Diskografie

### Studioalben
- 2020: A Few More Hours at YYZ (Interscope Records)
- 2020: International Hotel (Interscope Records)
- 2021: Olympus (ausschließlich auf YouTube veröffentlicht)
- 2023: For All These Years (Nettwerk)

### Livealben
- 2019: Live in June (Interscope Records)

### EPs
- 2018: 1975 (Interscope Records)
- 2019: The Running Wild EP (Interscope Records)
- 2021: Born To Die (mit JJ Wilde) (Black Box Recordings)
- 2023: I Wish You Were Here (Nettwerk)

### Singles
- 2017: Driver
- 2017: Difficult
- 2019: Never Be Another Like You
- 2020: Nobody Here (But Us)
- 2020: Homegrown
- 2020: Western Skies
- 2022: Better
- 2022: We Could Get High
- 2022: I Wish You Were Here
- 2022: Jim Carrey
- 2023: Bliss
- 2023: Drive You Home
- 2023: My Old Man
- 2023: In My Arms
- 2023: Perfectly Imperfect (mit American Authors)
- 2023: Tangerine
- 2023: Man! I Feel Like A Woman (Cover) (mit Goodwerks)
- 2024: What Lovers Do (feat. Amistat)
- 2024: Strangers (mit Katelyn Tarver)
- 2024: Homebody
- 2024: How About a Drink?
- 2024: Home For Christmas (mit The S’Aints und Peter Raffoul)
- 2025: Never Be Without Love
- 2025: Forever Yours
- 2025: Fit Together
- 2025: Canadian
- 2025: The Woman Who Raised Me
- 2025: Get Along
- 2025: Something New
- 2025: Born To Love

### Gastbeiträge
- 2017: You Be Love (Avicii feat. Billy Raffoul)
- 2017: I See You (Kygo feat. Billy Raffoul)
- 2018: Say Amen (American Authors feat. Billy Raffoul)
- 2019: To Love You (Pavlo feat. Billy Raffoul)

## Auszeichnungen
- 2021: SOCAN Songwriting Prize für Western Skies[9]
- 2023: INDIES Award in der Kategorie „Song of the Year“ für We Could Get High[10][3]